# Konvektionsregn
Konvektionsregn sker ved en lokal opvarmning, hvor luften så stiger til vejrs. Pga. det lille temperaturfald ved fugtadiabatiske afkølinger – stopper opstigning i stor højde. Hvis der er meget vand i skyerne sker stigningen kraftigt, pga. fordampningsvarmen. Hvis skytoppens temperatur er så lav at der dannes iskrystaller frigøres mere varme og opstigningen forstærkes. (Dette kaldes en konvektionscelle). Her står skyerne højt op. De forekommer typisk i kontinenternes indre om sommeren. I Danmark kender vi det fra varmetorden. Varmetorden forekommer typisk i perioden fra middag til aften, hvor varmen er størst.

## Fodnoter
1. ↑  Duus, Karsten; Ranfelt, Jesper; Sanden, Elsebeth; Witzke, Agnes. Alverdens Geografi (1. udgave), Geografiforlaget 2008, side 43. ISBN 87-7702-424-9.

| Artikelstump | Spire Denne meteorologi eller vejr-relaterede artikel er en spire som bør udbygges. Du er velkommen til at hjælpe Wikipedia ved at udvide den. |